# Mariner 8

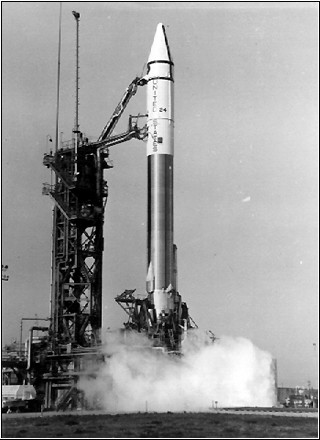
Lift-off Atlas-Centaur raket met Mariner 8

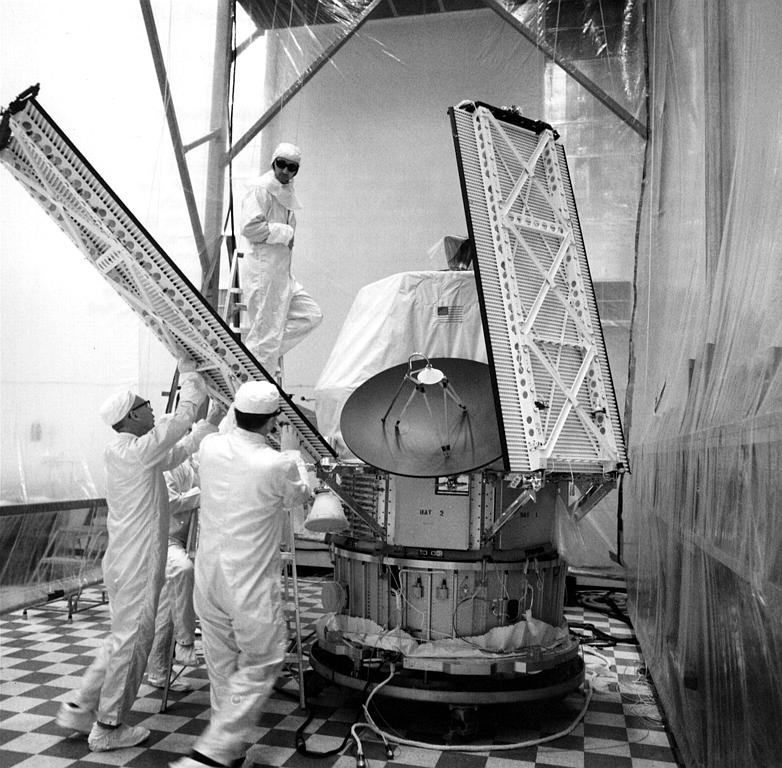
Mariner 8 wordt dichtgeklapt voor plaatsing op raket

De Mariner 8 was de derde missie uit het Marinerprogramma die mislukte. De lancering met behulp van een Atlas-Centaur raket vond plaats op 8 mei 1971 vanaf Cape Canaveral Air Force Station Lanceercomplex 36A. 
Het doel van de missie was de sonde in een baan om de planeet Mars te brengen. De raket begon ongecontroleerde bewegingen te maken, raakte uit koers en kwam weer terug in de aardatmosfeer. Het doel, Mars, werd niet bereikt. De Mariner 9, met gelijke sonde en raket, kreeg dezelfde opdracht, die deze wel wist te volbrengen.

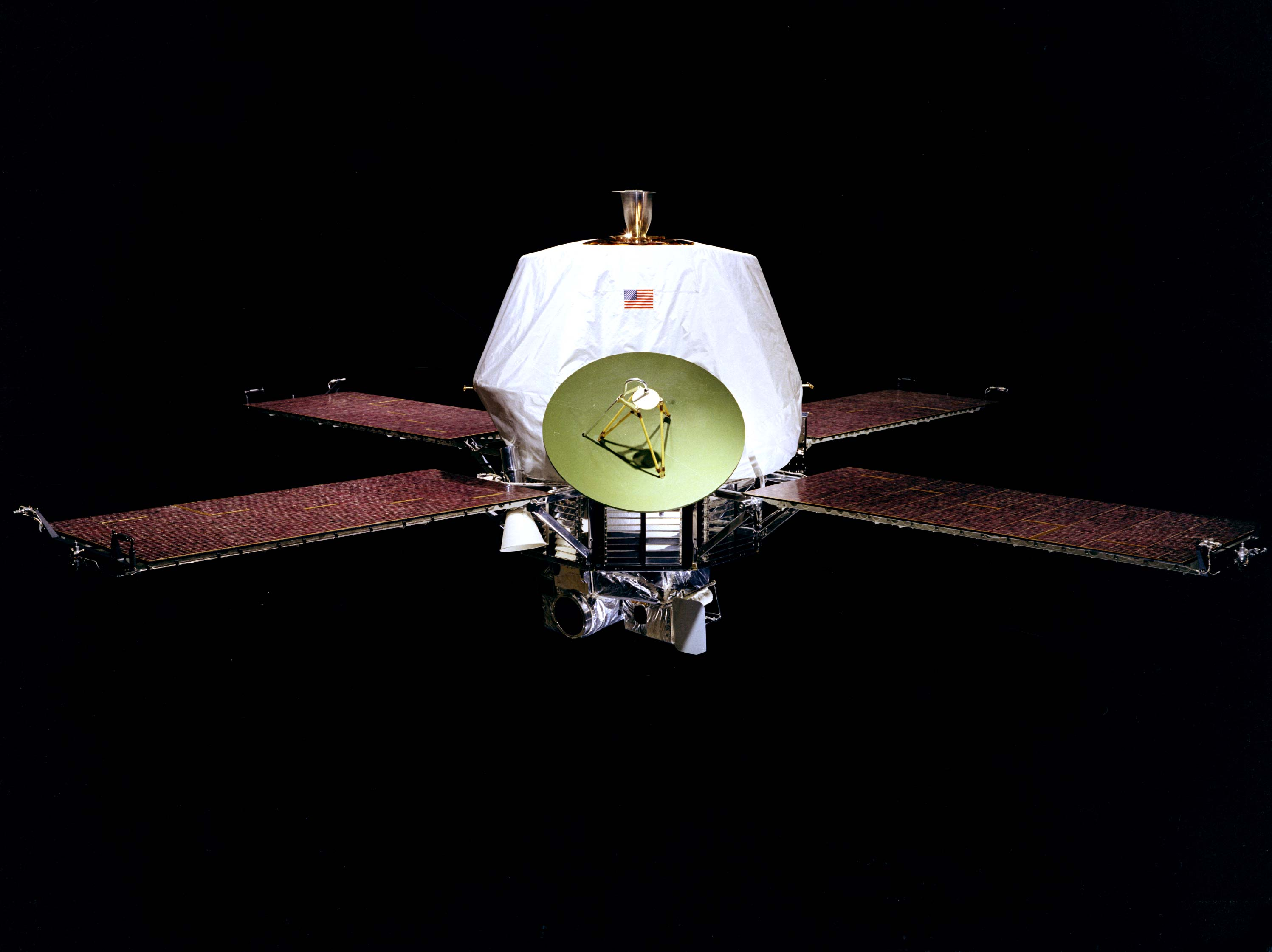
Mariner 8